# Le Captif
Le Captif est le titre de deux tableaux de Joseph Wright of Derby, également appelés Le Captif de Sterne ou Le Captif d'après Sterne. Le premier, achevé en 1774, se trouve aujourd'hui à la galerie d'art de Vancouver. Le second, qui est maintenant au Derby Museum and Art Gallery, fut exposé pour la première fois par l'artiste en 1778.

## Description
Les deux tableaux dépeignent le désespoir d'un voyageur abandonné au fond d'une prison étrangère. Leur thème commun est tiré de la section de même titre d'un ouvrage populaire de Laurence Sterne. Dans ce livre de 1768, Voyage sentimental à travers la France et l'Italie, l'auteur décrit une scène imaginaire dans laquelle le héros de l'histoire, Yorrick, se figure emprisonné à la Bastille pour avoir perdu son passeport. Il est relâché plus tard sur la foi de son nom, pris pour preuve qu'il est un personnage important en tant que bouffon du roi. Le voyage se situe en 1762, durant la guerre de Sept Ans entre la Grande-Bretagne et la France, et la prison était alors une éventualité plausible pour un voyageur en provenance d'un pays ennemi.

## Histoire

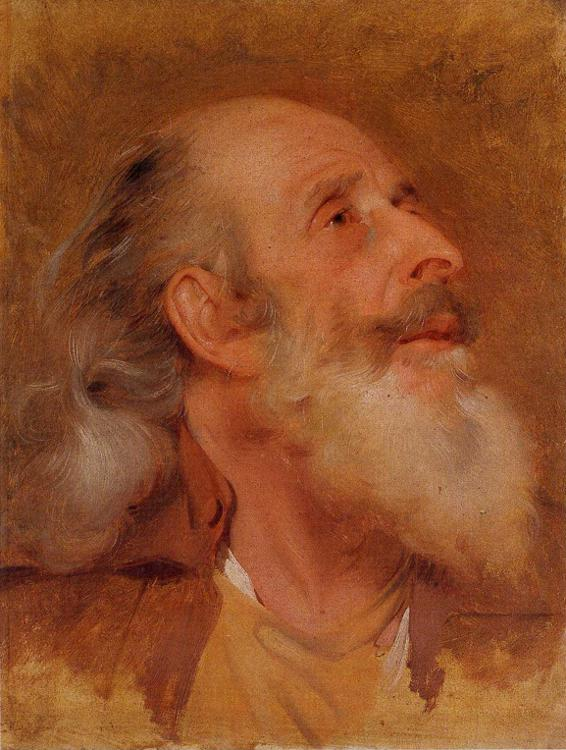
Étude de John Stavely par Wright, pour la seconde version.

Le premier tableau fut peint par Wright en 1774, alors qu'il était à Rome. L'ayant achevé, il lui fallut le rapporter en Grande-Bretagne ; un article contemporain de Llewellyn Jewitt rapporte qu'il parvint presque à le faire franco de taxes, mais qu'une ultime objection le contraignit à payer des droits de douane : la discussion se concentra sur le fait de savoir si le modèle était romain ou non et l'argument décisif fut qu'il aurait dû être mieux habillé,.
Le sujet fut gravé au pointillé par Thomas Ryder en 1779 et publié par John et Josiah Boydell en 1786. Cependant une autre gravure, en manière noire, avait été réalisée auparavant par John Raphael Smith d'après la version de 1778, sur une commande de John Milnes qui venait d'acheter le tableau à l'exposition de l'Académie royale. Milnes se procurait en gravures autant de tableaux de Wright qu'il le pouvait, mais celle qu'il commanda pour le tableau qu'il possédait fut limitée à vingt copies, après quoi la plaque fut détruite. Cette gravure est maintenant exceptionnellement rare et n'est visible que dans un petit nombre d'institutions, toutes britanniques.